# آنی لوراک
آنی لوراک (به انگلیسی: Ani Lorak) (زاده ۲۷ سپتامبر ۱۹۷۸) خواننده اوکراینی است.
او در مسابقه آواز یوروویژن ۲۰۰۸ به عنوان نماینده اوکراین حضور داشته‌است.